# Modeste Schickelé
Mgr Modeste Schickelé, né le 4 août 1836 à Mutzig (Bas-Rhin) et décédé le 20 novembre 1925 à Strasbourg, est un prêtre et historien alsacien, spécialiste de l'histoire de l'Église catholique en Alsace.

## Biographie
Après des études au petit puis au grand séminaire de Strasbourg, Modeste Schickelé est ordonné prêtre en 1861. En 1879 il est nommé curé de la grande paroisse Sainte-Madeleine à la Krutenau, où il reste jusqu'à l'incendie de 1904. En 1903 il devient chanoine titulaire de la cathédrale, puis doyen du chapitre en 1920 et prélat de sa Sainteté l'année suivante.
Auteur de plusieurs ouvrages et articles, il établit également un répertoire du clergé alsacien, resté à l'état manuscrit et conservé à la bibliothèque du Grand Séminaire de Strasbourg. 
Membre de la Société pour la conservation des monuments historiques d'Alsace, il s'investit en outre dans la construction d'églises.

## Postérité

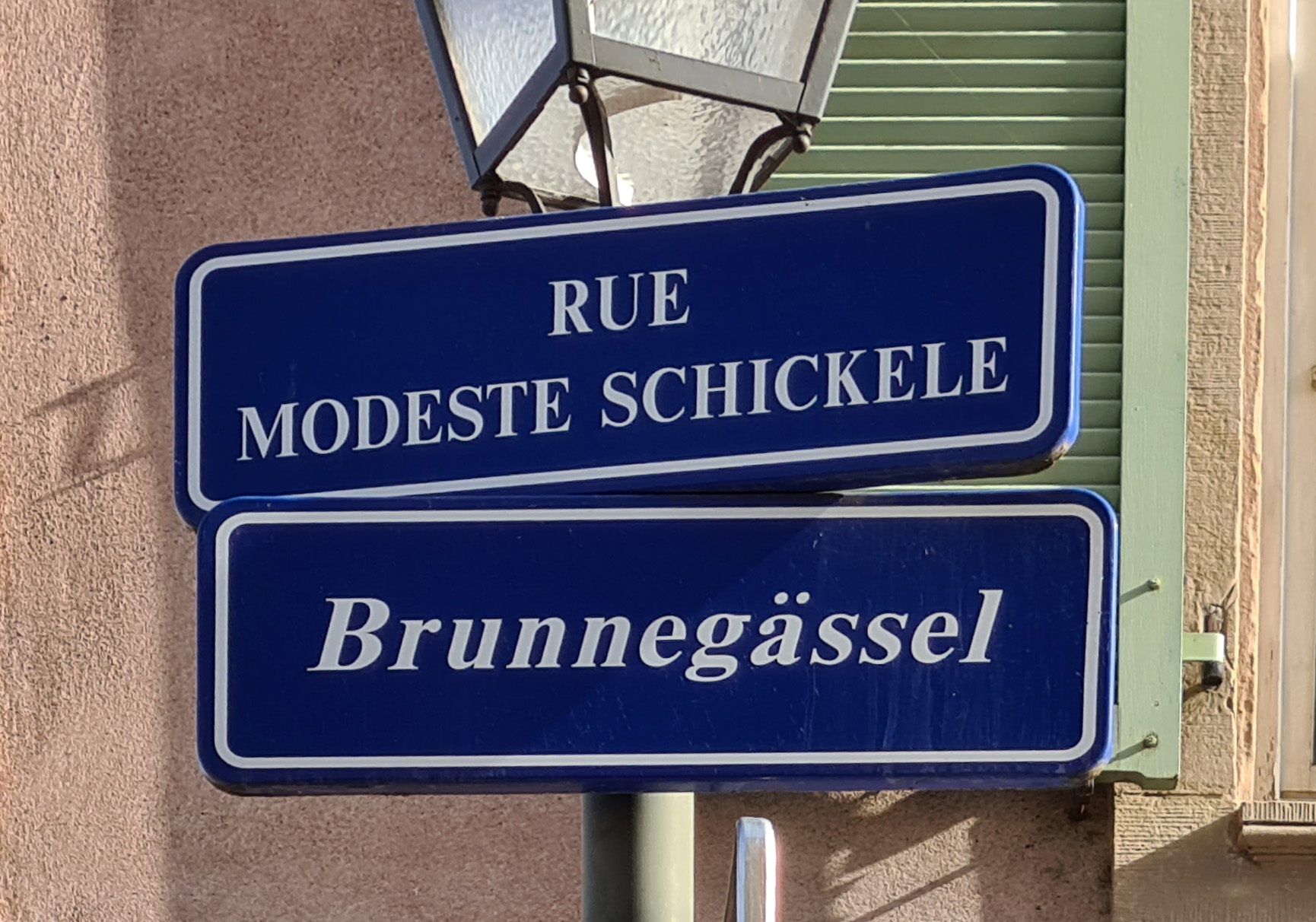
Plaque de rue, à l'angle du quai des Bateliers.

La rue Modeste-Schickelé, une rue de Strasbourg dans le quartier de la Krutenau, porte son nom.